# 達他足球會
達他足球會，又稱達他，是科索沃的足球俱樂部，當前在科索沃足球超級聯賽角逐。

## 歐洲賽事
首次參加歐洲冠軍聯賽2018–19年並晉級初賽圈

## 外部連結
- 官方网站 （阿爾巴尼亞文）